# علامت اوکی

مخاطب، علامتی شبیه به کلمه OK می‌بیند.

علامت اوکی اشارهٔ دستی است که از وصل کردن دو انگشت اشاره و شست به گونه‌ای که شبیه یک گردی شوند و صاف یا شل نگه داشتن دیگر انگشتان حاصل می‌شود.